# Philippe Suchard
Philippe Suchard (9. října 1797 Boudry (kanton Neuchâtel) – 14. ledna 1884 Neuchâtel) byl švýcarský výrobce čokolády a podnikatel.

## Život
Narodil se v rodině hostinského Guillauma Sucharda a jeho ženy Louise Sophie Dubey. Kolem roku 1803 nastoupil jako učeň v cukrárně svého bratra Frédérica v Bernu a v letech 1815–1823 byl společníkem v tomto podniku. V květnu 1824 si splnil svůj velký sen a vydal se na cestu do Ameriky. V jeho zavazadlech byly švýcarské hodinky a výšivky, kterými se chtěl prosadit jako obchodník. Kýžený úspěch se však nedostavil. Později o svých cestách napsal knihu. Po návratu do Švýcarska si v roce 1825 otevřel ve městě Neuchâtel svou první cukrárnu/čokoládovnu. Již v roce 1826 se továrna Chocolat Suchard přestěhovala do prázdného mlýna na neuchâtelském předměstí Serrières. Philippe Suchard vynalezl melanžér – stroj na míchání cukru a kakaového prášku, který se používá dodnes. K pohonu mlýnků ve své továrně se dvěma zaměstnanci využíval vodní energii nedaleké řeky. Suchard používal melanžer, který se skládal z horké žulové desky a několika žulových válců pohybujících se dopředu a dozadu. Tato konstrukce se dodnes používá k přípravě kakaové hmoty.
Čokoláda nebyla levná ani nebyla produktem pro každého. Suchard se na počátku své kariéry čokolatiéra potýkal s finančními problémy. Úspěch přišel v roce 1842, kdy dostal velkou objednávku od pruského krále Fridricha Viléma IV., který byl zároveň knížetem z Neuchâtelu. To vyvolalo boom a brzy jeho čokolády získaly ceny na Světové výstavě v Londýně v roce 1851 a na Světové výstavě v Paříži v roce 1855. Do konce 19. století se Suchard stal největším výrobcem čokolády.
Po Philippově smrti v roce 1884 v Neuchâtelu převzala fungování jeho továrny jeho dcera Eugénie Suchardová a její manžel Carl Russ-Suchard. Carl Russ-Suchard otevřel první Suchardovu továrnu v zahraničí v roce 1880 v německém Lörrachu.

## Další zájmy

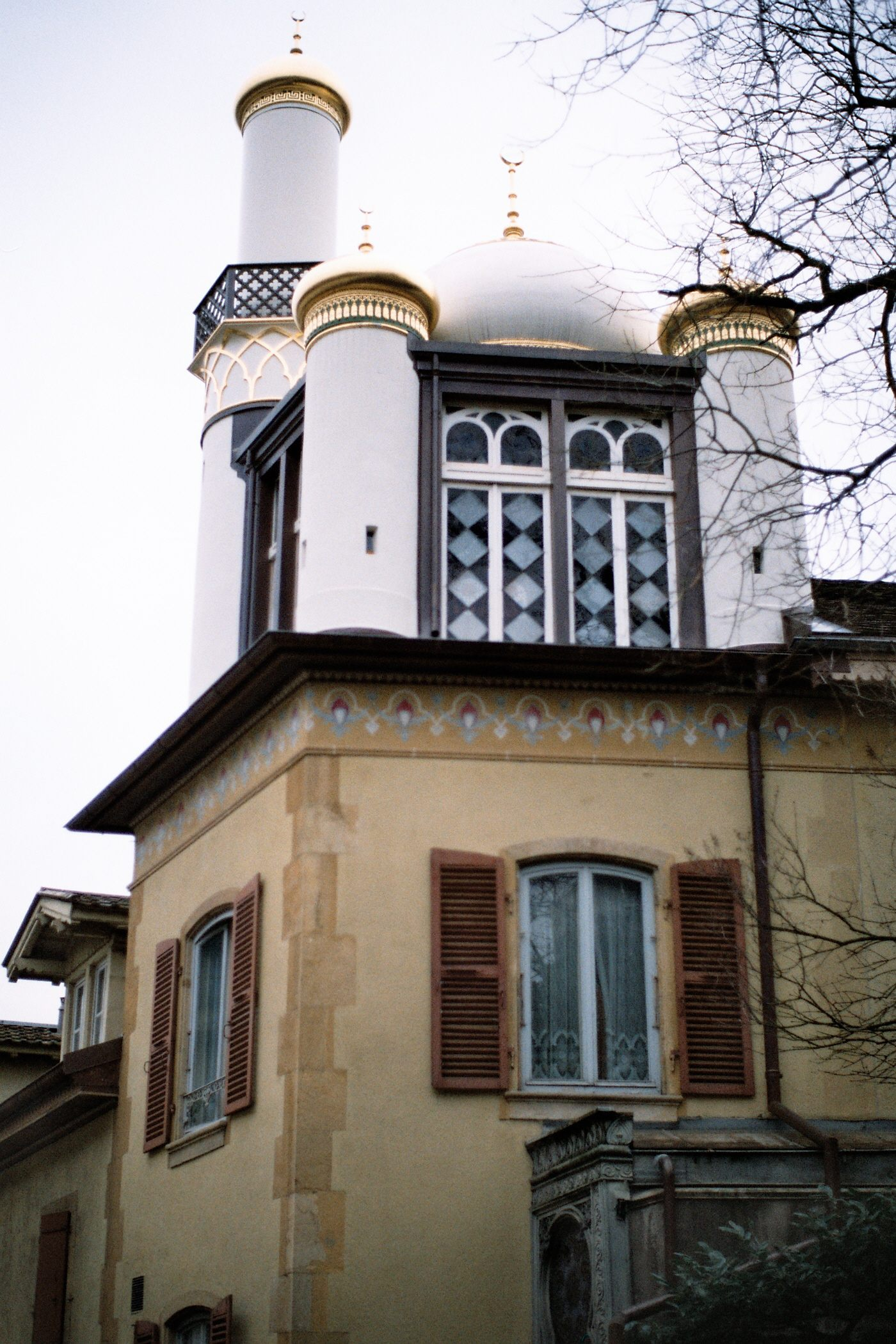
Suchardův dům v Neuchâtelu postavený v roce 1865 architektem Louisem-Danielem Perrierem, inspirovaný jeho cestou na Blízký východ.

Suchard nebyl jen výrobcem čokolády. V 1834 provozoval a byl kapitánem parníku l'Industriel na Neuchâtelském jezeře. V roce 1840 se podílel na založení Rýnské plavební společnosti Basilej–Rotterdam. Jeho zájem o hospodaření s říční vodou a kontrolu povodní vedl k poklesu hladiny Neuchâtelského jezera. Obnažený břeh jezera odhalil keltskou osadu La Tène z doby kolem roku 450 př. n. l. V roce 1837 se pokusil rozvinout chov bource morušového v Serrières. Epidemie v roce 1843 způsobila, že tento pokus ztroskotal. V letech 1841–1846 byl ředitelem asfaltového dolu La Presta ve Val de Travers. Inspirován cestou do Orientu v roce 1865 si Suchard nechal vyzdobit svůj dům minaretem od architekta Louise-Daniela Perriera.
Suchard byl členem Ligy svobodných zednářů; jeho lóže La Bonne Harmonie sídlí v Neuchâtelu.